# Badou Jack
Badou Jack est un boxeur suédo-gambien né le 31 octobre 1983 à Stockholm. 

## Carrière
Badou Johannes Gabriel Jack naît à Stockholm d'une mère suédoise et d'un père gambien.
Il dispute les Jeux olympiques d'été de 2008 à Pékin sous les couleurs de la Gambie, dont il est le porte-drapeau ; il est éliminé au premier tour du tournoi de la catégorie poids moyens par l'indien Vijender Singh, qui remportera la médaille de bronze.
Passé professionnel en 2009, il devient champion du monde des poids super-moyens WBC le 24 avril 2015 après sa victoire aux points contre l'américain Anthony Dirrell. Jack conserve son titre le 12 septembre 2015 en battant aux points George Groves puis le 30 avril 2016 en faisant match nul contre Lucian Bute. Le résultat de ce dernier combat sera transformé en victoire par disqualification car Bute s'est avéré être dopé à l'ostarine.
Le 14 janvier 2017, il fait à nouveau match nul contre James DeGale, champion IBF de la catégorie. Il laisse son titre WBC vacant quelques jours plus tard et choisit de poursuivre sa carrière en mi-lourds. Le 26 août 2017, Jack bat au 5e round le britannique Nathan Cleverly puis fait match nul contre le champion WBC de la catégorie, le Canadien Adonis Stevenson, le 19 mai 2018.
En 2019, il perd aux points deux combats contre Marcus Browne puis le Canadien Jean Pascal. En novembre 2020, en ouverture du combat entre Mike Tyson et Roy Jones, Badou Jack bat Blake McKernan, à la décision. Le 6 juin 2021, avant le combat exhibition entre Logan Paul et Floyd Mayweather, il bat Dervin Colina par arrêt de l'arbitre au quatrième round.
Le 26 février 2023, à Riyad, il bat Ilunga Makabu, champion WBC des poids lourds-légers depuis trois ans, et remporte ainsi un nouveau titre dans une seconde catégorie de poids après avoir été champion WBC en super-moyens. Jack laisse sa ceinture vacante le 16 septembre 2023 avant de s'en emparer à nouveau à 41 ans le 3 mai 2025 aux dépens de Norair Mikaeljan.